# Der letzte Zeuge/Episodenliste
Diese Episodenliste enthält alle Episoden der deutschen Krimiserie Der letzte Zeuge, sortiert nach der Erstausstrahlung.
Die Fernsehserie umfasst 9 Staffeln mit 73 ausgestrahlten Episoden.

## Übersicht
| Staffel | Episodenanzahl | Erstausstrahlung  | Erstausstrahlung |
| Staffel | Episodenanzahl | Staffelpremiere   | Staffelfinale    |
| ------- | -------------- | ----------------- | ---------------- |
| 1       | 6              | 23. März 1998     | 16. April 1998   |
| 2       | 7              | 10. März 1999     | 28. April 1999   |
| 3       | 8              | 15. März 2000     | 10. Mai 2000     |
| 4       | 7              | 1. Mai 2002       | 6. November 2002 |
| 5       | 8              | 25. April 2003    | 6. Juni 2003     |
| 6       | 13             | 3. September 2004 | 3. Dezember 2004 |
| 7       | 5              | 1. April 2005     | 29. April 2005   |
| 8       | 10             | 6. Januar 2006    | 24. März 2006    |
| 9       | 9              | 11. Mai 2007      | 6. Juli 2007     |

## Staffel 1
Die Erstausstrahlung der ersten Staffel erfolgte vom 23. März bis zum 16. April 1998 im ZDF.
| Nr. (ges.) | Nr. (St.) | Originaltitel                      | Erstausstrahlung | Regie            | Drehbuch        |
| ---------- | --------- | ---------------------------------- | ---------------- | ---------------- | --------------- |
| 1          | 1         | Das Dreieck des Todes              | 23. März 1998    | Bernhard Stephan | Gregor Edelmann |
| 2          | 2         | Die Nacht, in der ein Toter stirbt | 27. März 1998    | Bernhard Stephan | Gregor Edelmann |
| 3          | 3         | Der süße Tod                       | 2. Apr. 1998     | Bernhard Stephan | Gregor Edelmann |
| 4          | 4         | Denn sie wissen, was sie tun       | 3. Apr. 1998     | Bernhard Stephan | Gregor Edelmann |
| 5          | 5         | Wenn sich zwei Monde kreuzen       | 9. Apr. 1998     | Bernhard Stephan | Gregor Edelmann |
| 6          | 6         | Wenn das Böse erwacht              | 16. Apr. 1998    | Bernhard Stephan | Gregor Edelmann |

## Staffel 2
Die Erstausstrahlung der zweiten Staffel erfolgte vom 10. März bis zum 28. April 1999 im ZDF.
| Nr. (ges.) | Nr. (St.) | Originaltitel                   | Erstausstrahlung | Regie            | Drehbuch        |
| ---------- | --------- | ------------------------------- | ---------------- | ---------------- | --------------- |
| 7          | 1         | Die Fliegen, die Maden, der Tod | 10. März 1999    | Bernhard Stephan | Gregor Edelmann |
| 8          | 2         | Denn die Rache ist mein         | 17. März 1999    | Bernhard Stephan | Gregor Edelmann |
| 9          | 3         | Schwebende Engel                | 24. März 1999    | Bernhard Stephan | Gregor Edelmann |
| 10         | 4         | Schlag auf Schlag               | 7. Apr. 1999     | Bernhard Stephan | Gregor Edelmann |
| 11         | 5         | Die Bank, die Liebe, der Tod    | 14. Apr. 1999    | Bernhard Stephan | Gregor Edelmann |
| 12         | 6         | Töte den Feind deines Feindes   | 21. Apr. 1999    | Bernhard Stephan | Gregor Edelmann |
| 13         | 7         | Unter die Haut                  | 28. Apr. 1999    | Bernhard Stephan | Gregor Edelmann |

## Staffel 3
Die Erstausstrahlung der dritten Staffel erfolgte vom 15. März bis zum 10. Mai 2000 im ZDF.
| Nr. (ges.) | Nr. (St.) | Originaltitel              | Erstausstrahlung | Regie              | Drehbuch        |
| ---------- | --------- | -------------------------- | ---------------- | ------------------ | --------------- |
| 14         | 1         | Der Tod des weißen Ritters | 15. März 2000    | Bernhard Stephan   | Gregor Edelmann |
| 15         | 2         | Ein Mann kommt zurück      | 22. März 2000    | Bernhard Stephan   | Gregor Edelmann |
| 16         | 3         | Die Erpressung             | 29. März 2000    | Sabine Landgraeber | Gregor Edelmann |
| 17         | 4         | Familienbande              | 12. Apr. 2000    | Bernhard Stephan   | Gregor Edelmann |
| 18         | 5         | Der vierte Mann            | 19. Apr. 2000    | Bernhard Stephan   | Gregor Edelmann |
| 19         | 6         | Der Weg zur Hölle          | 26. Apr. 2000    | Bernhard Stephan   | Gregor Edelmann |
| 20         | 7         | Drei Jahre und eine Nacht  | 3. Mai 2000      | Bernhard Stephan   | Gregor Edelmann |
| 21         | 8         | Das letzte Bild            | 10. Mai 2000     | Bernhard Stephan   | Gregor Edelmann |

## Staffel 4
Die Erstausstrahlung der vierten Staffel erfolgte vom 1. Mai bis zum 6. November 2002 im ZDF.
| Nr. (ges.) | Nr. (St.) | Originaltitel                   | Erstausstrahlung | Regie            | Drehbuch        |
| ---------- | --------- | ------------------------------- | ---------------- | ---------------- | --------------- |
| 22         | 1         | Der heilige Krieg               | 1. Mai 2002      | Bernhard Stephan | Gregor Edelmann |
| 23         | 2         | Ein Kinderspiel                 | 2. Okt. 2002     | Bernhard Stephan | Gregor Edelmann |
| 24         | 3         | Tod eines Stars                 | 9. Okt. 2002     | Michael H. Zens  | Gregor Edelmann |
| 25         | 4         | Das Duell                       | 16. Okt. 2002    | Michael H. Zens  | Gregor Edelmann |
| 26         | 5         | Die Entführung                  | 23. Okt. 2002    | Bernhard Stephan | Gregor Edelmann |
| 27         | 6         | Im Netz                         | 30. Okt. 2002    | Bernhard Stephan | Gregor Edelmann |
| 28         | 7         | Manche, sagt man, sind verdammt | 6. Nov. 2002     | Bernhard Stephan | Gregor Edelmann |

## Staffel 5
Die Erstausstrahlung der fünften Staffel erfolgte vom 25. April bis zum 6. Juni 2003 im ZDF.
| Nr. (ges.) | Nr. (St.) | Originaltitel                             | Erstausstrahlung | Regie            | Drehbuch        |
| ---------- | --------- | ----------------------------------------- | ---------------- | ---------------- | --------------- |
| 29         | 1         | Der Tag, an dem ein Vogel vom Himmel fiel | 25. Apr. 2003    | Bernhard Stephan | Gregor Edelmann |
| 30         | 2         | Der Preis der Wahrheit                    | 2. Mai 2003      | Bernhard Stephan | Gregor Edelmann |
| 31         | 3         | Die Kugel im Lauf der Dinge               | 9. Mai 2003      | Bernhard Stephan | Gregor Edelmann |
| 32         | 4         | Das Klassentreffen                        | 16. Mai 2003     | Bernhard Stephan | Gregor Edelmann |
| 33         | 5         | Die Show geht weiter                      | 23. Mai 2003     | Bernhard Stephan | Gregor Edelmann |
| 34         | 6         | Im Schatten stirbt man nicht              | 30. Mai 2003     | Bernhard Stephan | Gregor Edelmann |
| 35         | 7         | Der Fluch des letzten Königs              | 6. Juni 2003     | Bernhard Stephan | Gregor Edelmann |
| 36         | 8         | Haut aus Eisen                            | 6. Juni 2003     | Bernhard Stephan | Gregor Edelmann |

## Staffel 6
Die Erstausstrahlung der sechsten Staffel erfolgte vom 3. September bis zum 3. Dezember 2004 im ZDF.
| Nr. (ges.) | Nr. (St.) | Originaltitel                    | Erstausstrahlung | Regie            | Drehbuch        |
| ---------- | --------- | -------------------------------- | ---------------- | ---------------- | --------------- |
| 37         | 1         | Ich hasse meine Mutter           | 3. Sep. 2004     | Bernhard Stephan | Gregor Edelmann |
| 38         | 2         | Der grüne Diamant                | 10. Sep. 2004    | Bernhard Stephan | Gregor Edelmann |
| 39         | 3         | Der Fluch der verlorenen Schätze | 17. Sep. 2004    | Bernhard Stephan | Gregor Edelmann |
| 40         | 4         | Die sich nach Liebe sehnen       | 17. Sep. 2004    | Bernhard Stephan | Gregor Edelmann |
| 41         | 5         | Das weiße Rauschen               | 24. Sep. 2004    | Bernhard Stephan | Gregor Edelmann |
| 42         | 6         | Anatomie des Herzens             | 8. Okt. 2004     | Bernhard Stephan | Gregor Edelmann |
| 43         | 7         | Bitter im Abgang                 | 15. Okt. 2004    | Bernhard Stephan | Gregor Edelmann |
| 44         | 8         | Der vergessene Tod               | 22. Okt. 2004    | Bernhard Stephan | Gregor Edelmann |
| 45         | 9         | Die Jungs aus Dahlem             | 29. Okt. 2004    | Bernhard Stephan | Gregor Edelmann |
| 46         | 10        | Brennende Gier                   | 5. Nov. 2004     | Bernhard Stephan | Gregor Edelmann |
| 47         | 11        | Der Alptraum                     | 12. Nov. 2004    | Bernhard Stephan | Gregor Edelmann |
| 48         | 12        | Die Frösche, die Kinder, der Tod | 26. Nov. 2004    | Bernhard Stephan | Gregor Edelmann |
| 49         | 13        | Sandkastenliebe                  | 3. Dez. 2004     | Bernhard Stephan | Gregor Edelmann |

## Staffel 7
Die Erstausstrahlung der siebten Staffel erfolgte vom 1. April bis zum 29. April 2005 im ZDF.
| Nr. (ges.) | Nr. (St.) | Originaltitel            | Erstausstrahlung | Regie            | Drehbuch        |
| ---------- | --------- | ------------------------ | ---------------- | ---------------- | --------------- |
| 50         | 1         | Die Sensationsreporterin | 1. Apr. 2005     | Bernhard Stephan | Gregor Edelmann |
| 51         | 2         | Lügner leben länger      | 8. Apr. 2005     | Bernhard Stephan | Gregor Edelmann |
| 52         | 3         | Die Tote aus dem Moor    | 15. Apr. 2005    | Bernhard Stephan | Gregor Edelmann |
| 53         | 4         | Das Rad des Lebens       | 22. Apr. 2005    | Bernhard Stephan | Sandra Hörger   |
| 54         | 5         | Die Frau ohne Gewissen   | 29. Apr. 2005    | Bernhard Stephan | Gregor Edelmann |

## Staffel 8
Die Erstausstrahlung der achten Staffel erfolgte vom 6. Januar bis zum 24. März 2006 im ZDF.
| Nr. (ges.) | Nr. (St.) | Originaltitel            | Erstausstrahlung | Regie            | Drehbuch        |
| ---------- | --------- | ------------------------ | ---------------- | ---------------- | --------------- |
| 55         | 1         | Kinder des Zorns         | 6. Jan. 2006     | Bernhard Stephan | Gregor Edelmann |
| 56         | 2         | Türen in die Nacht       | 13. Jan. 2006    | Bernhard Stephan | Gregor Edelmann |
| 57         | 3         | Späte Liebe              | 20. Jan. 2006    | Bernhard Stephan | Gregor Edelmann |
| 58         | 4         | Tod eines Tänzers        | 27. Jan. 2006    | Bernhard Stephan | Gregor Edelmann |
| 59         | 5         | Die Richterin            | 3. Feb. 2006     | Bernhard Stephan | Gregor Edelmann |
| 60         | 6         | Gambit Star              | 17. Feb. 2006    | Bernhard Stephan | Gregor Edelmann |
| 61         | 7         | Im gläsernen Sarg        | 3. März 2006     | Bernhard Stephan | Gregor Edelmann |
| 62         | 8         | Das rosa Lächeln         | 10. März 2006    | Bernhard Stephan | Gregor Edelmann |
| 63         | 9         | Ich sterbe, du lebst     | 17. März 2006    | Bernhard Stephan | Gregor Edelmann |
| 64         | 10        | Der Mörder meines Sohnes | 24. März 2006    | Bernhard Stephan | Gregor Edelmann |

## Staffel 9
Die Erstausstrahlung der neunten Staffel erfolgte vom 11. Mai bis zum 6. Juli 2007 im ZDF.
| Nr. (ges.) | Nr. (St.) | Originaltitel               | Erstausstrahlung | Regie            | Drehbuch                |
| ---------- | --------- | --------------------------- | ---------------- | ---------------- | ----------------------- |
| 65         | 1         | Die Handschrift des Mörders | 11. Mai 2007     | Bernhard Stephan | Dirk Josczok            |
| 66         | 2         | Tödliche Lust               | 18. Mai 2007     | Bernhard Stephan | Gregor Edelmann         |
| 67         | 3         | Totgeschwiegen              | 25. Mai 2007     | Bernhard Stephan | Sandra Hörger           |
| 68         | 4         | Martinspassion              | 1. Juni 2007     | Bernhard Stephan | Gregor Edelmann         |
| 69         | 5         | Unter Schwestern            | 8. Juni 2007     | Bernhard Stephan | Marija Erceg            |
| 70         | 6         | Den Sieg im Blut            | 15. Juni 2007    | Bernhard Stephan | Gregor Edelmann         |
| 71         | 7         | Tödliche Schönheit          | 22. Juni 2007    | Bernhard Stephan | Daniel Douglas Wissmann |
| 72         | 8         | Das Gift des Schweigens     | 29. Juni 2007    | Bernhard Stephan | Gregor Edelmann         |
| 73         | 9         | Botschaft des Mörders       | 6. Juli 2007     | Bernhard Stephan | Rainer Butt             |